# Porta Mosana College
Het Porta Mosana College (Latijn voor "Poort van de Maas") is een openbare scholengemeenschap voor voortgezet onderwijs in Maastricht. De school is gevestigd in de wijken Scharn en Heer/Vroendaal in Maastricht-Oost.

## Geschiedenis

### Ursulinenscholen
Het Porta Mosana College is het resultaat van een reeks fusies, maar de kern wordt gevormd door een tweetal scholen, die door de zusters ursulinen in Maastricht werden opgericht. In 1916 begonnen de zusters met een driejarige, later vijfjarige hogereburgerschool (hbs) voor meisjes. De school was gevestigd naast het klooster in de Capucijnenstraat in het centrum van Maastricht. In de jaren daarna breidde de school uit aan de Grote Gracht, waar onder andere in 1939 een gebouw van architect Alphons Boosten werd betrokken. In 1938 kwam er ook een gymnasiumopleiding voor meisjes, die weldra bekendstond als RK Lyceum voor Meisjes. In 1948 werd de hbs-afdeling omgezet in een middelbare meisjesschool (mms), vanaf 1954 MMS Stella Maris geheten. Het lyceum werd in 1958 omgedoopt tot Jeanne d'Arclyceum, naar de Franse vrijheidsstrijdster (en heilige) Jeanne d'Arc. Tot 1960 was er aan beide scholen tevens een internaat verbonden. In 1963 werd het bestuur van de school door de ursulinen overgedragen aan de Vereniging voor Middelbaar Onderwijs in Limburg, waarna de scholen in 1970 gemengd werden. In 1968 werd de mms-afdeling, naar aanleiding van de Mammoetwet, omgevormd tot een school voor havo. In 1971 kreeg het lyceum een havo-afdeling. Omstreeks 1965 nam de school twee dependances in gebruik: aan de Juliana van Stolberglaan (later onderdeel van het VISTA college) en aan de Professor Pieter Willemsstraat in Wyckerpoort (waar voorheen het Sint-Maartenscollege was gevestigd).

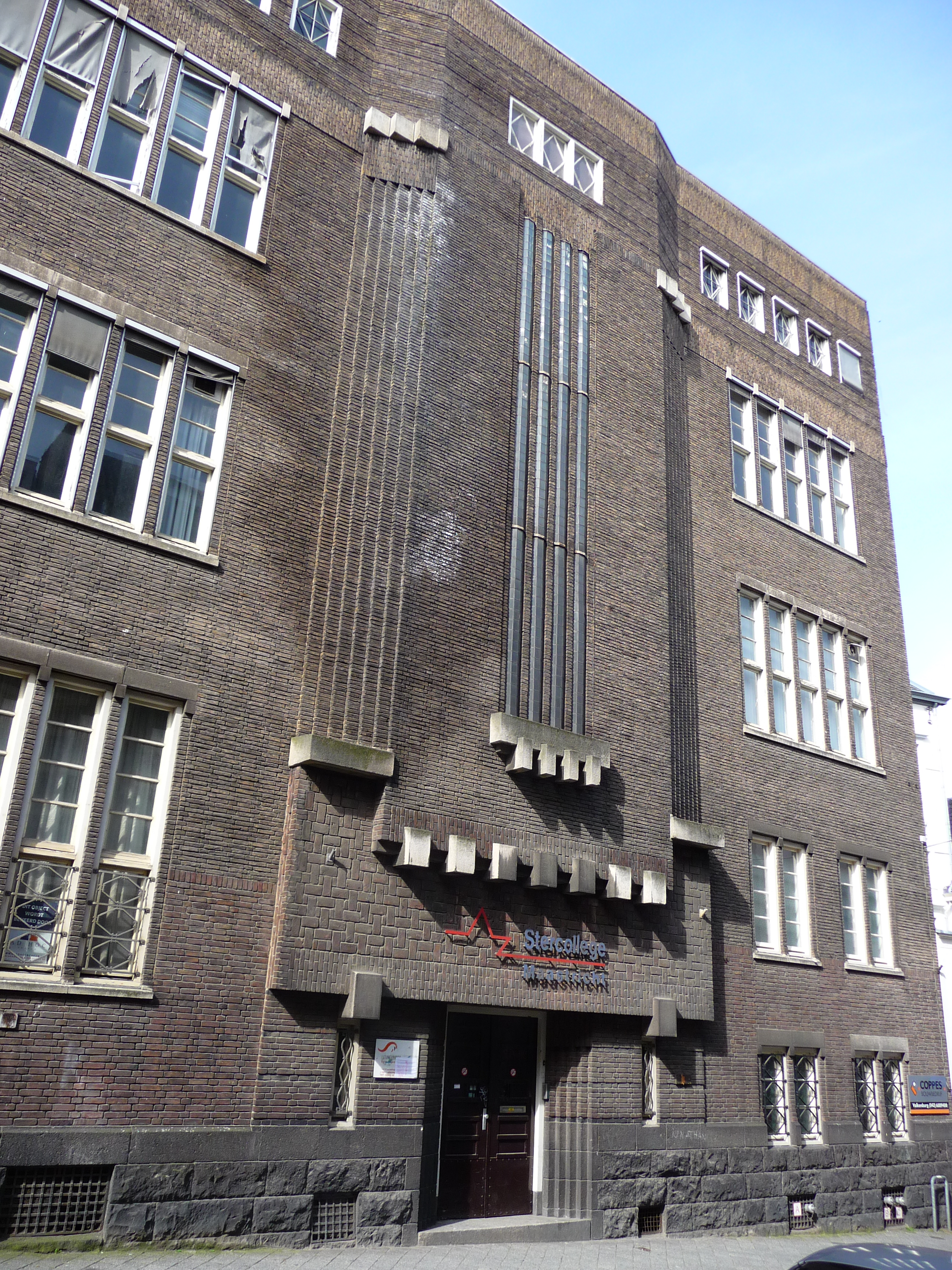
Schoolgebouw, Grote Gracht 76
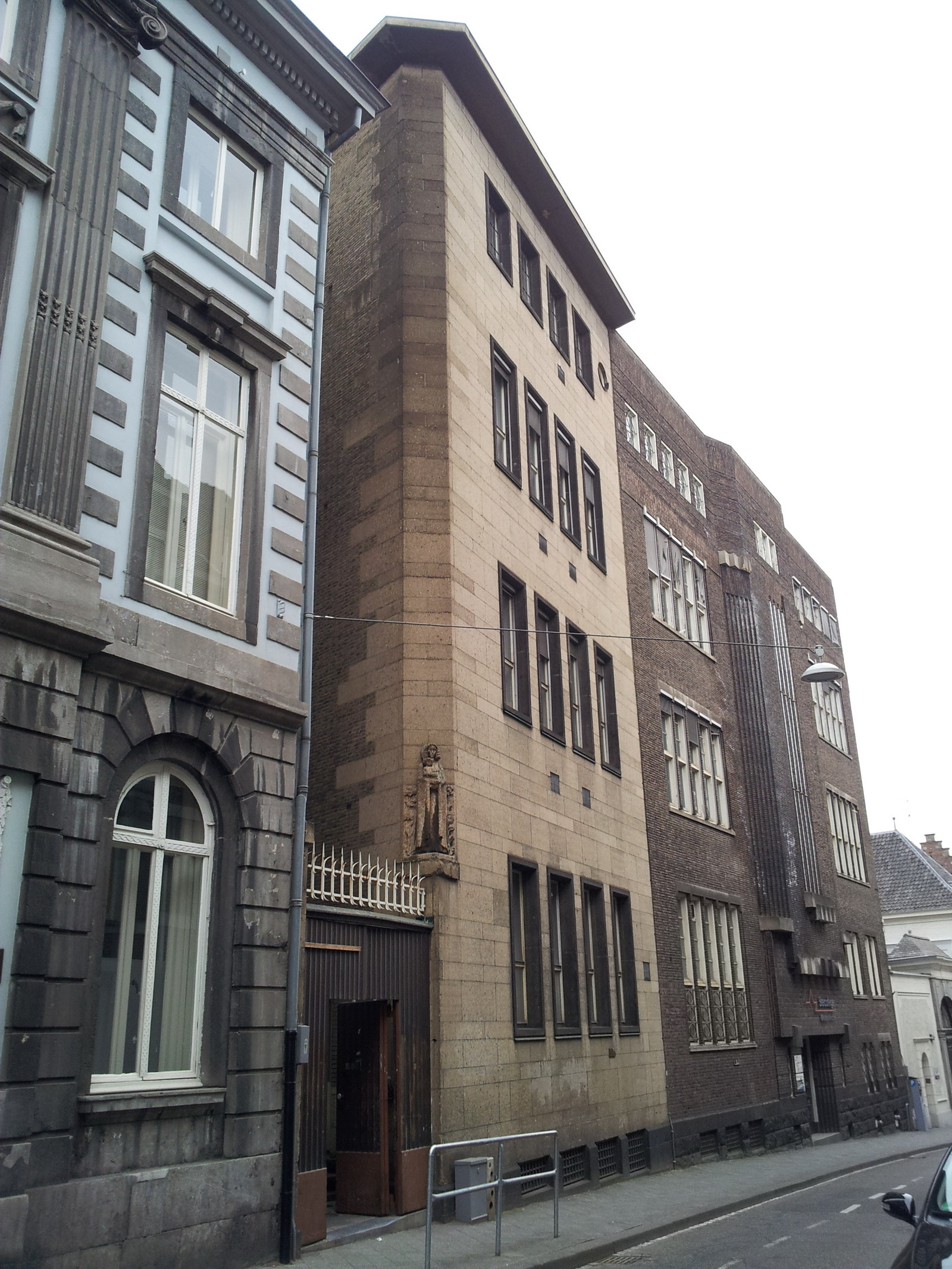
Schoolgebouw, Grote Gracht, 76a
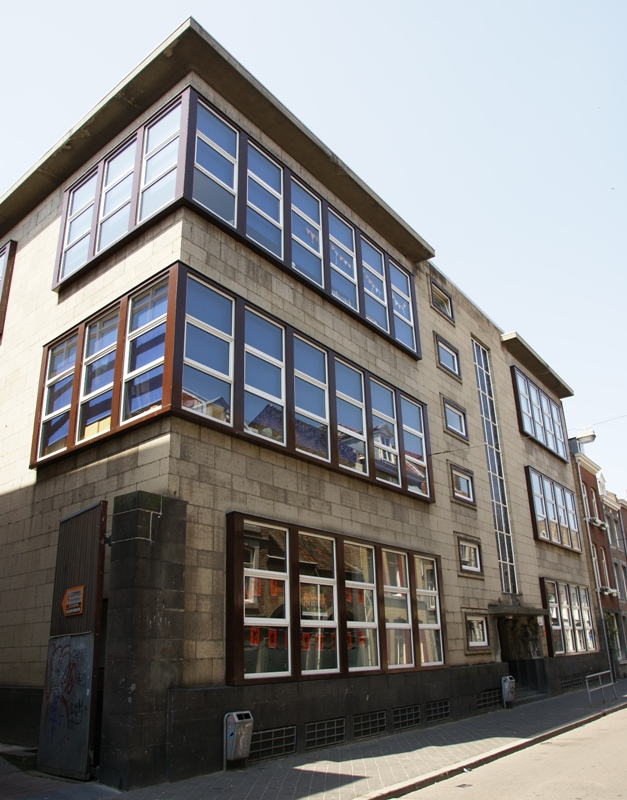
Capucijnenstraat 118
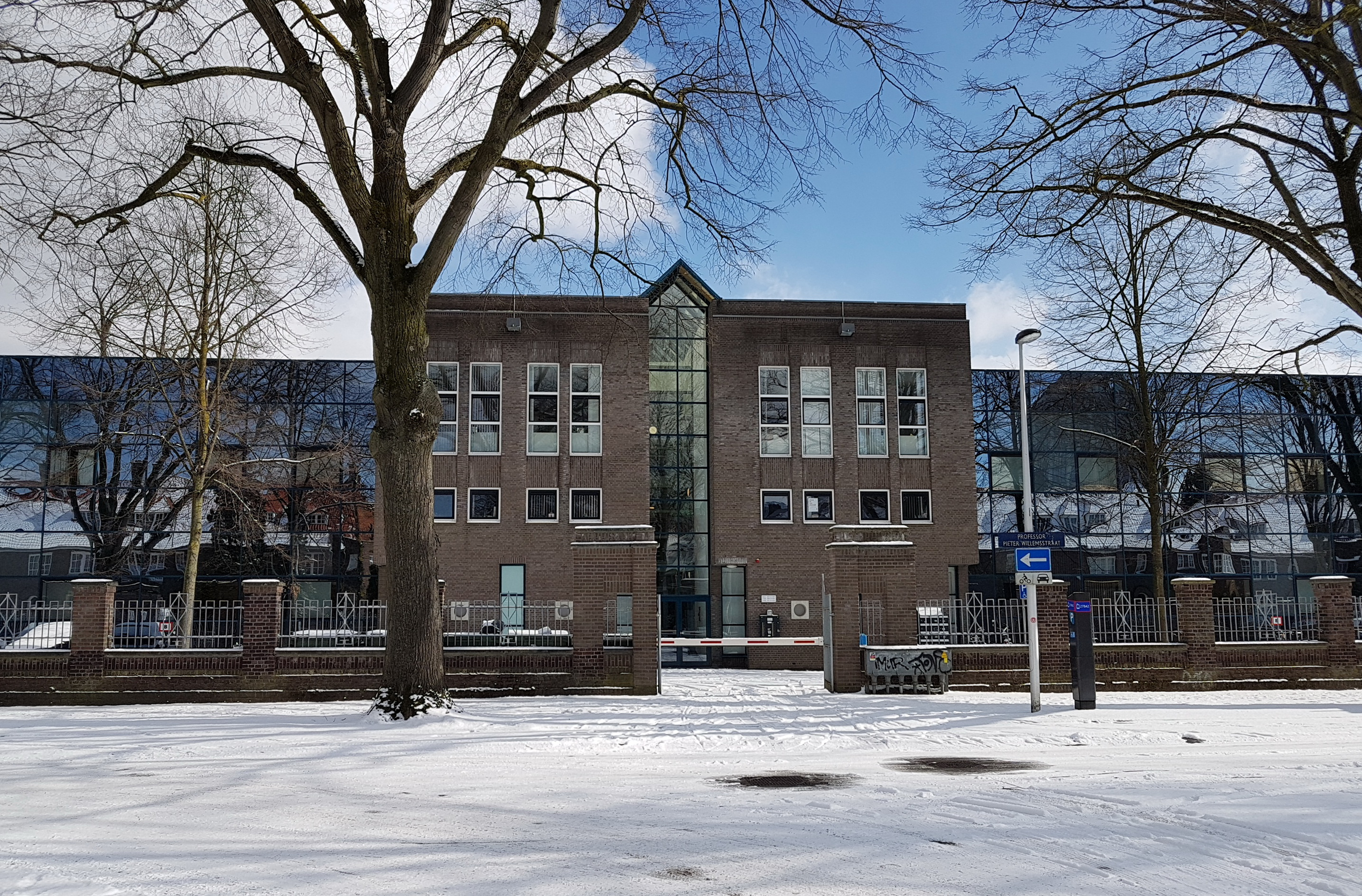
Dépendance Professor Pieter Willemsstraat

### Naar de fusie van 2004

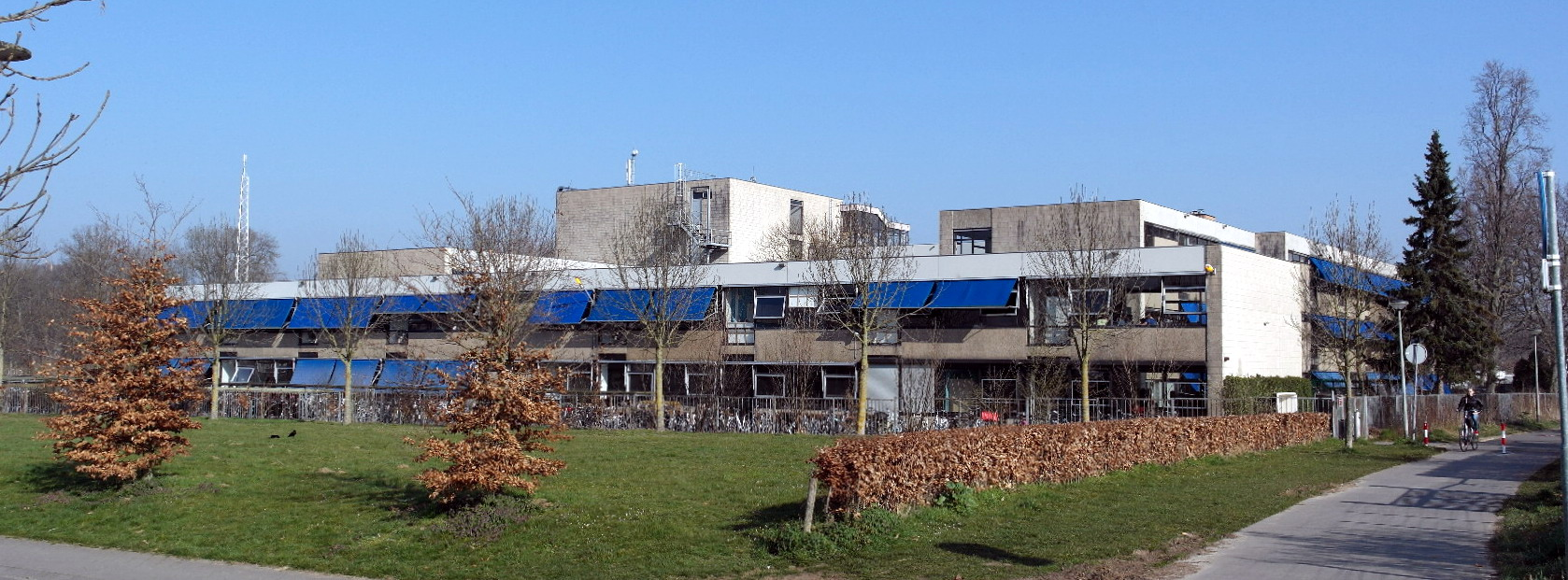
Het gebouw aan de Oude Molenweg

In 1980 verlieten de laatste leerlingen van het Stella Maris College het gebouw aan de Capucijnenstraat en verhuisde de school naar de Veeweg in Meerssen, het huidige Stella Maris College. Al eerder, in 1978, hadden de leerlingen van het Jeanne d'Arc College de nieuwbouw aan de Oude Molenweg in Heer-Vroendaal betrokken, waarna de tijdelijke locaties aan de Juliana van Stolberglaan en de Professor Pieter Willemsstraat konden worden opgegeven. Later fuseerde het Jeanne d'Arc College met de school voor lager beroepsonderwijs aan de Kampweg in het naburige Gronsveld (de Biologische School), waar vervolgens de vmbo-opleiding van het Jeanne d'Arc werd gevestigd. In 2011 werd deze locatie opgegeven en verhuisde de vmbo-afdeling naar de Bemelergrubbe in Scharn, waar tot dan toe de onderbouw van de afdeling vmbo van het Sint-Maartenscollege was ondergebracht.
In 1984 werd de Internationale School Maastricht opgericht, aanvankelijk als internationale afdeling van het Jeanne d’Arc College. De school was gevestigd aan de Nijverheidweg in Scharn, het latere Euro College. Het in 1992 opgerichte Euro College, Maastrichts tweede openbare middelbare school, kreeg in 1999 een nieuw gebouw aan de Sibemaweg, ontworpen door het Haagse Atelier PRO. In 2004 fuseerde de school met het Jeanne d'Arc College en werd het gebouw aan de Sibemaweg geleidelijk overgedragen aan Leeuwenborgh Opleidingen (roc, mbo). De Internationale School Maastricht was intussen opgegaan in het nieuw-opgerichte United World College Maastricht, dat in 2013 de Nijverheidweg verruilde voor een nieuwe campus nabij het Geusseltpark in de wijk Amby. Het UWC Maastricht maakt thans geen deel meer uit van de scholengemeenschap van het Porta Mosana College.

## Onderwijs
Het Porta Mosana College is thans gevestigd op twee locaties in Maastricht-Oost:
- Op de locatie Oude Molenweg in Maastricht-Vroendaal (voormalig Jeanne d'Arc College) bevindt zich de havo- en vwo-afdeling, de opleiding tweetalig vwo en tweetalig havo (tto), waarbij het onderwijs 50% Nederlandstalig, 50% Engelstalig is.
- Op de locatie Bemelergrubbe in de wijk Scharn bevindt zich de vmbo-afdeling. Deze staat inmiddels bekend als VMBO Maastricht.

Sinds 2009 heeft de school de status van begaafdheidsprofielschool, hetgeen betekent dat zij kwalitatief hoogwaardig onderwijs en begeleiding biedt aan hoogbegaafde leerlingen. Aan het Porta Mosana College is tevens een afdeling tweetalig onderwijs gevestigd. De school werd in 2007 en 2008 door het weekblad Elsevier aangewezen als een van de tien beste scholen van Nederland.